# 古谷紅麟

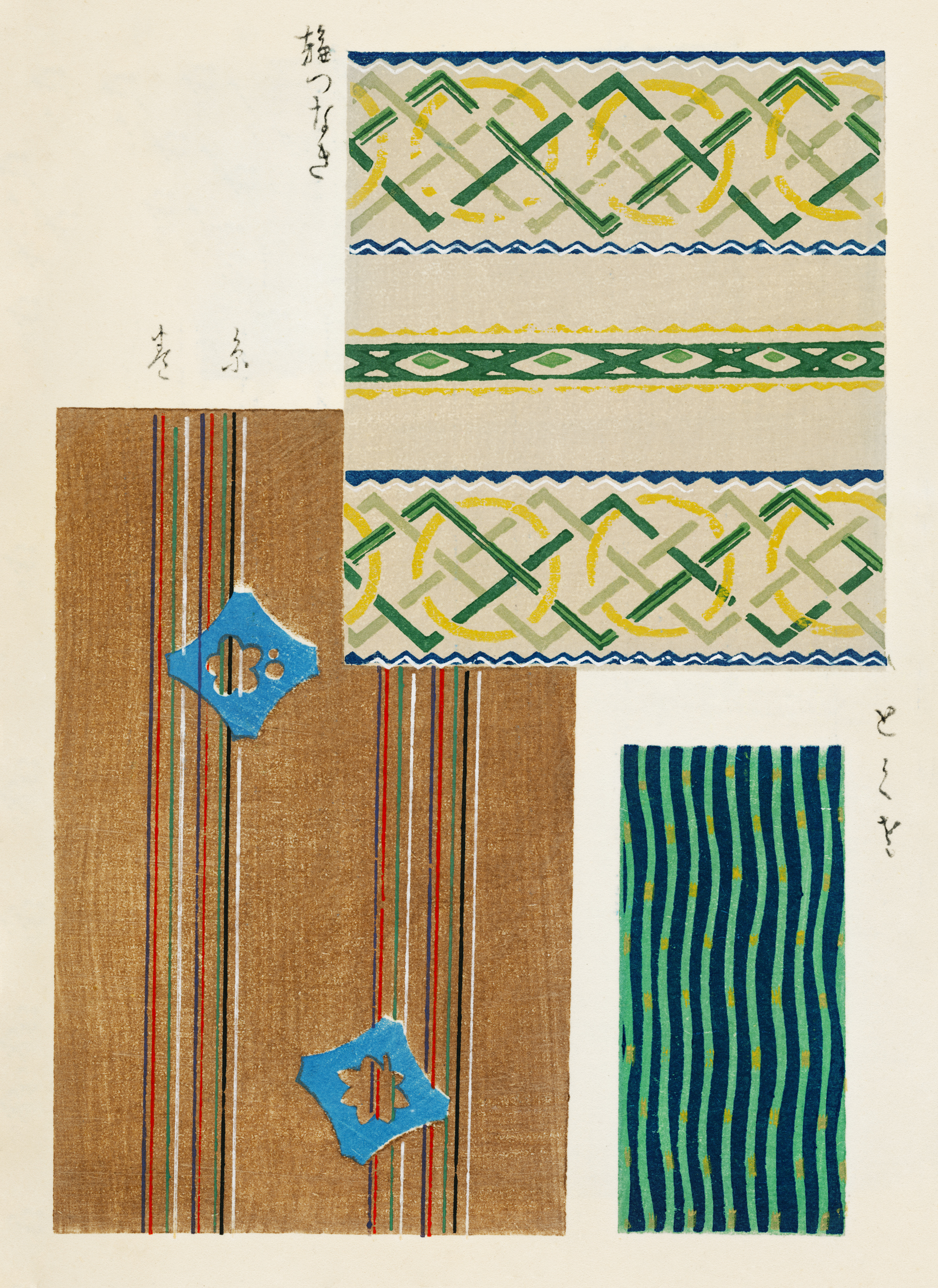
図案作品

古谷 紅麟（ふるや こうりん、1875年（明治8年）‐1910年（明治43年））は、日本の図案家。

## 来歴
1875年、滋賀県に生まれる。京都へ移り鈴木万年に絵を学び、また、1892年（明治25年）からは神坂雪佳に図案を学んだ。尾形光琳に対する敬慕から紅麟の号を用いて作品を発表した。1896年（明治29年）に第2回新古美術品展覧会に出品した指物図案が入賞を果たす。その後も新古美術品展覧会への出品と受賞を重ね、後には同展覧会の審査員も務めている。1900年（明治33年）に京都市立美術工芸学校の嘱託技師、1905年（明治38年）に同校助教授として教鞭を執った。
神坂雪佳の後継者と目されており、近代における日本の琳派図案の継承者であるといわれる。紅麟は早くから図案集の編集に関与した。『松づくし』、『伊達模様花づくし』、『竹づくし』、『梅づくし』、『扇面図案とこなつ』、『はな筏』、『写生草花模様』、「こうりむもよう」など多数の出版作が有る。また、芸艸堂から1906年（明治39年）に出版した『精英 三』の内「銀世界」などの木版画が見られるが、1910年に突然の病に倒れて道半ばで没した。

## ギャラリー

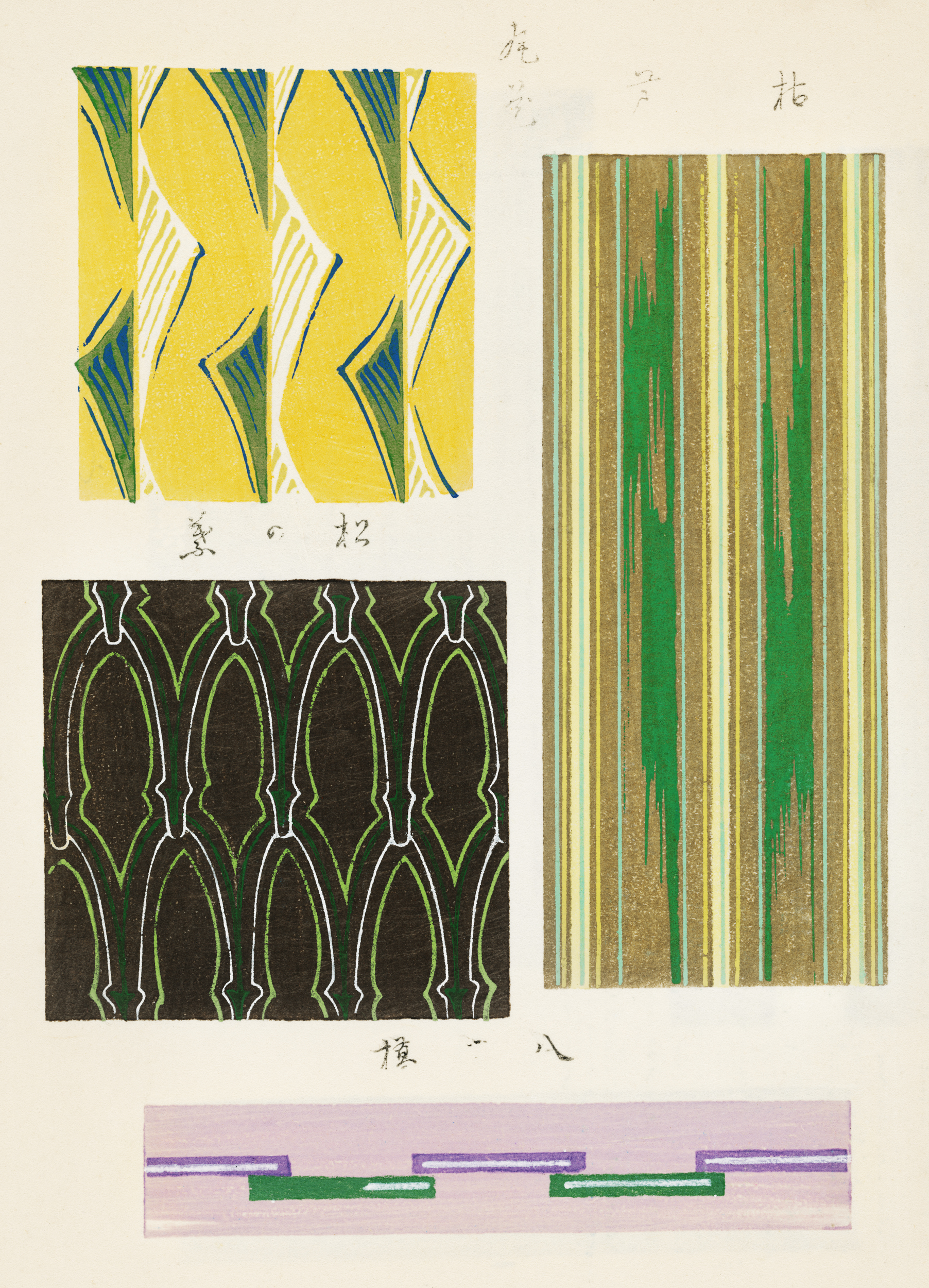
図案作品
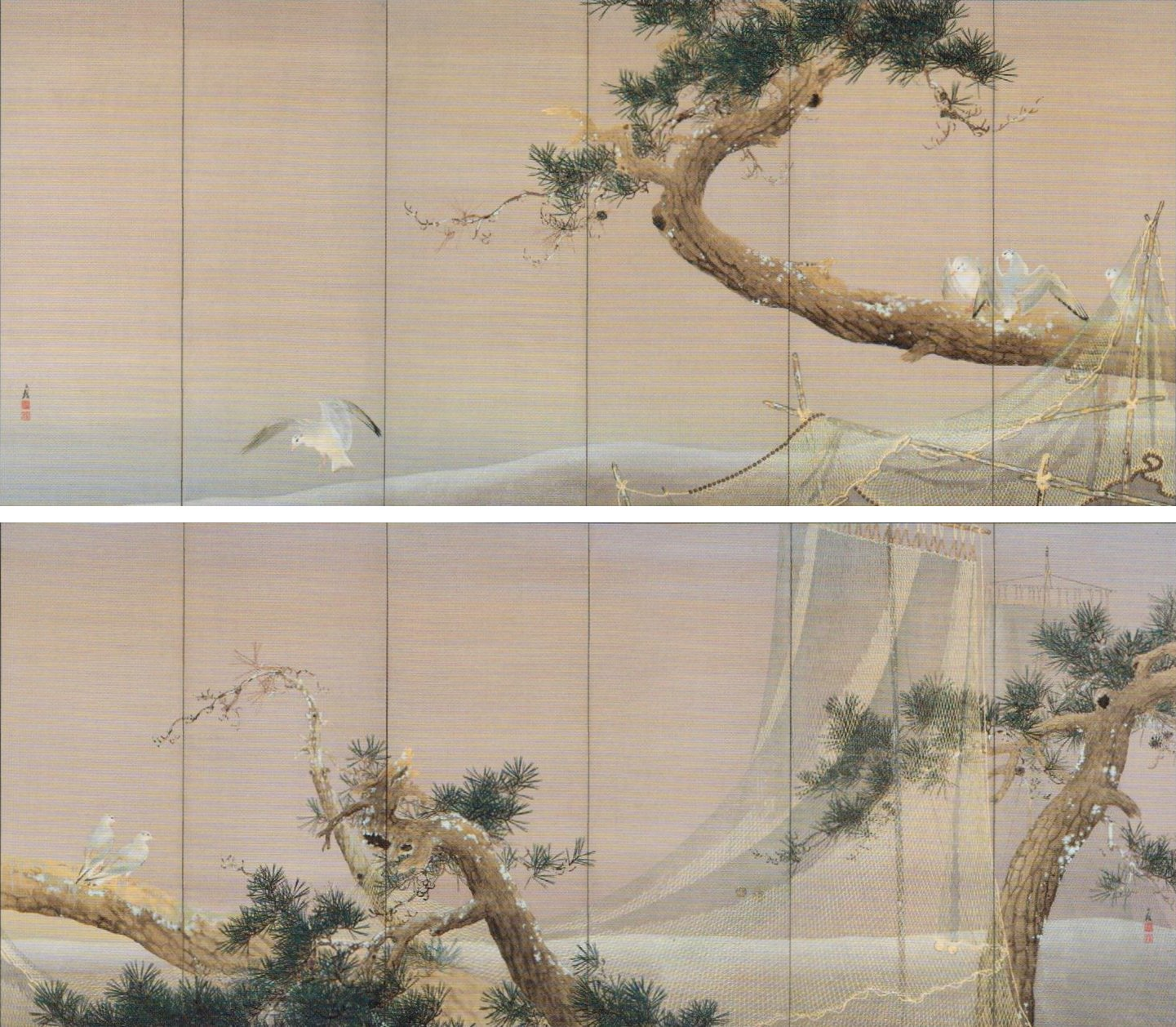
屏風絵。1910年